# 1970 en combiné nordique
| Années du combiné nordique : 1967 - 1968 - 1969 - 1970 - 1971 - 1972 - 1973    |
| Décennies du combiné nordique : 1940 - 1950 - 1960 - 1970 - 1980 - 1990 - 2000 |

Cette page reprend les résultats de combiné nordique de l'année 1970.

## Festival de ski d'Holmenkollen
L'épreuve de combiné de l'édition 1970 du festival de ski d'Holmenkollen fut remportée par l'Allemand de l'Est Karl-Heinz Luck devant le Norvégien Markus Svendsen et le Tchécoslovaque Ladislav Rygl.

## Jeux du ski de Lahti
L'épreuve de combiné des Jeux du ski de Lahti 1970 fut remportée par le coureur norvégien Kåre Olav Berg devant les Soviétiques Vjatscheslav Drjagin et Nikolaï Nogovitchine.

## Jeux du ski de Suède
L'épreuve de combiné des Jeux du ski de Suède 1970 n'a pas été organisée.

## Championnat du monde
Le championnat du monde eut lieu à Vysoké Tatry, en Tchécoslovaquie. L'épreuve de combiné fut remportée par le Tchécoslovaque Ladislav Rygl devant les Soviétiques Nikolaï Nogovitchine et Vjatscheslav Drjagin.

## Universiade
L'Universiade d'hiver de 1970 s'est déroulée à Rovaniemi, en Finlande. L'épreuve de combiné donna lieu à un podium entièrement soviétique : Nikolaï Nogovitchine remporte l'épreuve devant ses compatriotes Youri Kozuline et Vladimir Rusinoff.

## Coupe de la Forêt-noire
La coupe de la Forêt-noire 1970 fut remportée par Franz Keller.

## Championnat du monde juniors
Le Championnat du monde juniors 1970 a eu lieu à Gosau, en Autriche. La compétition donna lieu à un podium entièrement Est-Allemand : Günter Deckert remporte l'épreuve devant ses compatriotes Hans Hartleb & Frank Böhm.

## Championnats nationaux

### Championnats d'Allemagne
Les résultats du Championnat d'Allemagne de l'Ouest de combiné nordique 1970 manquent.
À l'Est, l'épreuve du championnat d'Allemagne de combiné nordique 1968 fut remportée par Lothar Düring. Il s'impose devant le champion sortant, Karl-Heinz Luck. Bernd Zimmermann est troisième.

### Championnat d'Estonie
Le Championnat d'Estonie 1970 s'est déroulé à Otepää. Il fut remporté par Hasso Jüris, qui fut vice-champion en 1966 et 1967 et troisième en 1968. Il devance Tiit Talvar et Tiit Tamm.

### Championnat des États-Unis
Comme l'année précédente, le championnat des États-Unis 1970 a été remporté par Jim Miller (de).

### Championnat de Finlande
Les résultats du championnat de Finlande 1970 manquent.

### Championnat de France
Les résultats du championnat de France 1970 manquent.

### Championnat d'Islande
Le championnat d'Islande 1970 fut remporté par Björn Þór Ólafsson.

### Championnat d'Italie
Comme l'année précédente, le championnat d'Italie 1970 fut remporté par Ezio Damolin devant Fabio Morandini. Seul le troisième diffère : il s'agit d'Angelo Toselli.

### Championnat de Norvège
Le championnat de Norvège 1970 se déroula à Trondheim , sur le tremplin Granåsen. Le vainqueur fut le champion sortant, Kåre Olav Berg, suivi par Gjert Andersen et Egil Nordseth.

### Championnat de Pologne
Le championnat de Pologne 1970 fut remporté par Zbigniew Hola (pl), du club BBTS Włókniarz Bielsko-Biała.

### Championnat de Suède
Comme l'année précédente, le championnat de Suède 1970 a distingué Sven-Olof Israelsson, du club Dala-Järna IK. Et comme l'année précédente, le club champion fut le club du champion : le Dala-Järna IK.

### Championnat de Suisse
Les résultats du Championnat de Suisse 1970 manquent.